# خوليو ميديم
خوليو ميديم (بالإسبانية: Julio Medem) (و. 1958 – م) هو مخرج سينمائي، ومونتير، وكاتب سيناريو، ومنتج أفلام من إسبانيا . ولد في سان سباستيان .

## التعليم
تعلم في جامعة إقليم الباسك

## جوائز وترشيحات
حصل على جوائز منها:
- Goya Award for Best New Director، عن عمل:Vacas (1993)
- Sutherland Trophy، عن عمل:Vacas (1993).

ترشح لـ:
- Goya Award for Best Adapted Screenplay، عن عمل:Room in Rome (2011)
- European Film Award for Best Documentary، عن عمل:The Basque Ball: Skin Against Stone (2004)
- Goya Award for Best Original Screenplay، عن عمل:Sex and Lucia (2002)
- Goya Award for Best Director، عن عمل:Sex and Lucia (2002)
- Goya Award for Best Original Screenplay، عن عمل:Lovers of the Arctic Circle (1999)
- Goya Award for Best Director، عن عمل:Earth (1997)
- Goya Award for Best Original Screenplay، عن عمل:Vacas (1993)
- Goya Award for Best New Director، عن عمل:Vacas (1993).

## روابط خارجية
- خوليو ميديم على موقع IMDb (الإنجليزية)
- خوليو ميديم على موقع مونزينجر (الألمانية)
- خوليو ميديم على موقع قاعدة بيانات الأفلام العربية
- خوليو ميديم على موقع ألو سيني (الفرنسية)
- خوليو ميديم على موقع أول موفي (الإنجليزية)
- خوليو ميديم على موقع قاعدة بيانات الأفلام السويدية (السويدية)
- خوليو ميديم على موقع قاعدة بيانات الفيلم (الإنجليزية)
- خوليو ميديم على موقع كينوبويسك (الروسية)